# Xã Hansonville, Quận Lincoln, Minnesota
Xã Hansonville (tiếng Anh: Hansonville Township) là một xã thuộc quận Lincoln, tiểu bang Minnesota, Hoa Kỳ. Năm 2010, dân số của xã này là 90 người.